# مارکو سورنسن
مارکو سورنسن (انگلیسی: Marco Sørensen؛ زادهٔ ۶ سپتامبر ۱۹۹۰) راننده مسابقه‌ای اهل قلمروی دانمارک است.